# Raised on Radio
| 전문가 평가 | 전문가 평가 |
| 평가 점수   | 평가 점수   |
| 출처        | 점수        |
| ----------- | ----------- |
| AllMusic    | [ 2 ]       |

《Raise on Radio》는 1986년 4월 21일, 컬럼비아 레코드에서 발매된 미국의 록 밴드 저니의 아홉 번째 스튜디오 음반이다. 이 음반은 처음에는 세션 베이시스트 밥 글라우브로, 그 다음에는 랜디 잭슨으로 교체된 창립 베이시스트 로스 발로리가 수록되지 않은 첫 번째 음반이다. 드러머 스티브 스미스는 몇 트랙에 기여했지만 녹음 도중 세션 드러머 래리 론딘과 그 다음 투어를 위해 마이크 베어드로 교체되었다.
이 음반은 미국의 〈Girl Can't Help It〉 (17위), 〈I'll Be Light Without You〉 (14위), 그리고 〈Suzanne〉 (17위)에서 세 개의 톱 20 싱글을 발매했다. 또한 톱 10 싱글 〈Be Good to Yourself〉 (9위)를 발매했다. 빌보드 200 차트에서 4위에 올랐고, 미국에서 더블 플래티넘 인증을 받았다.

## 배경
《Raise on Radio》는 《Frontiers》 (1983년) 이후 3년 후에 발표되었다. 1984년, 리드 기타리스트 닐 숀과 리드 싱어 스티브 페리 모두 그들 스스로 음반을 발표했고, 밴드 HSAS (《Through the Fire》)의 숀과 그의 데뷔 솔로 음반인 《Street Talk》으로 페리는 떠났다. 페리는 그가 "내가 겪었던 가장 재미있는 경험들 중 하나"라고 언급했던 《Street Talk》의 발표 이후 저니를 떠나는 것을 고려했다. 페리는 그가 완성되지 않은 노래들을 작업하기를 원했던 키보디스트 조나단 케인으로부터 전화를 받았을 때 저니와 함께 작업하기로 결정했다.

## 커버 아트
이 음반의 커버(밴드의 초기 멤버인 프레리 프린스)는 페리의 부모인 레이와 메리 페리가 소유하고 있던 캘리포니아주 핸퍼드에 있는 KNGS의 스튜디오와 안테나를 모델로 삼았다.

## 곡 목록
모든 곡들은 특별한 언급이 없는 한 조나단 케인, 스티브 페리 그리고 닐 숀에 의해 작사/작곡하였다.
| #  | 제목                       | 작사·작곡  | 재생 시간 |
| -- | -------------------------- | ---------- | --------- |
| 1. | 〈Girl Can't Help It〉     |            | 3:50      |
| 2. | 〈Positive Touch〉         |            | 4:16      |
| 3. | 〈Suzanne〉                | 페리, 케인 | 3:38      |
| 4. | 〈Be Good to Yourself〉    |            | 3:51      |
| 5. | 〈Once You Love Somebody〉 |            | 4:40      |
| 6. | 〈Happy to Give〉          | 페리, 케인 | 3:49      |

| #   | 제목                                   | 작사·작곡  | 재생 시간 |
| --- | -------------------------------------- | ---------- | --------- |
| 7.  | 〈Raised on Radio〉                    |            | 3:49      |
| 8.  | 〈I'll Be Alright Without You〉        |            | 4:49      |
| 9.  | 〈It Could Have Been You〉             |            | 3:37      |
| 10. | 〈The Eyes of a Woman〉                |            | 4:32      |
| 11. | 〈Why Can't This Night Go on Forever〉 | 페리, 케인 | 3:43      |

## 인증
| 국가                       | 인증        | 판매량/출하량 |
| -------------------------- | ----------- | ------------- |
| 캐나다 (뮤직 캐나다)       | 골드        | 50,000^       |
| 미국 (RIAA)                | 2× 플래티넘 | 2,000,000^    |
| ^출하량을 기반으로 한 인증 |             |               |